# Cirsium eliasianum
Cirsium eliasianum là một loài thực vật có hoa trong họ Cúc. Loài này được Kit Tan & Sorger mô tả khoa học đầu tiên năm 1986.